# Внутрішня форма слова
Вну́трішня фо́рма сло́ва — ознака реалії, покладена в основу її мовної назви . Наприклад, внутрішньою формою іменника склянка («скляна посудина циліндричної форми, без ручки, призначеної для пиття, зберігання рідини тощо») є ознака «скляна». Отже, той, хто придумав цю назву, взяв до уваги матеріал, з якого зроблено предмет. Внутрішня форма слова є мовною універсалією, тобто притаманна абсолютно всім словам усіх мов світу.
Називаючи ту саму реалію (денотат), носії різних мов нерідко використовують різні ознаки, причому не завжди істотні. Так, квітка родини гіацинтових у російській мові зветься подснежник, а в українській — пролісок. Росіянин при номінації використав той факт, що квітка проростає під снігом, а українець – що вона пов'язана з лісом. Пор. внутрішню форму назв проліска в інших мовах: німецьке Schneeglöckchen (буквально «сніговий дзвіночок»), англійське snowdrop («снігова крапля»), французьке perce-neige і польське przebiśnieg («пробийсніг»). Наукова назва проліска Galánthus буквально означає «молочна квітка» (з давньогрецького gála «молоко» і ánthos «квітка»).
Внутрішня форма може повністю збігатися з лексичним значенням слова (бракороб, водонос, скрипаль), бути вужчою, ніж лексичне значення (столяр – крім столів, столяри виготовляють й інші вироби з дерева), бути ширшою за лексичне значення (водосховище – це не будь-яке сховище для води, а лише «штучне водоймище, створене шляхом перегороджування греблею річки для зберігання та регулювання запасів води»), а також суперечити лексичному значенню (білка – ці тварини зазвичай руді; пор. ще вислови гарматний постріл, кольорова білизна, червоне чорнило). Суперечність між внутрішньою формою та лексичним значенням наявна в словах із переносним, метафоричним значенням (небожитель «видатний митець або науковець, недоступний для простих смертних»).
Учення про внутрішню форму слова розробив видатний український мовознавець О. О. Потебня, спираючись на вчення про внутрішню форму мови В. фон Гумбольдта. О.  О.  Потебня підкреслював, що внутрішня форма слова часто містить тлумачення або оцінку позначуваного предмета. Мовознавці використовують її як одне з джерел відтворення мовної картини світу.

## Типи
З погляду мовця внутрішня форма слова буває ясною, прозорою (березень, квітень, травень) та затемненою, прихованою. Такою для українськомовця є внутрішня форма більшості чужих слів (абажур, сальто, кімоно); хоч носії мов, з яких ці слова запозичено, можуть її розуміти. Внутрішня форма буває затемненою й у питомих словах. Сучасні мовці зазвичай не відчувають генетичного зв’язку між словами освіта і світло, середина і серце, цілий і цілувати, жити і жир, пити і пиво, мазати і масло. 
Внутрішня форма звичайно затемнюється через звукові та значеннєві зміни, втрату мовою твірного слова. Наприклад, росіяни не усвідомлюють внутрішньої форми слів колесо, кольцо, около, бо російська мова втратила слово коло, збережене в українській. 
Процес затемнення внутрішньої форми слова називають деетимологізацією (або демотивацією). На матеріалі російської та інших слов’янських мов її досліджував Л. А. Булаховський.
Внутрішню форму слова не слід плутати з етимологією слова. Останній термін означає походження слова. Етимологія як наука досліджує походження та історію слів, зокрема, виявляє затемнену внутрішню форму слова. 